# Coelichneumon neotypus
Coelichneumon neotypus är en stekelart som beskrevs av Heinrich 1966. Coelichneumon neotypus ingår i släktet Coelichneumon och familjen brokparasitsteklar. Inga underarter finns listade i Catalogue of Life.